# أكسيداز أحادي الأمين

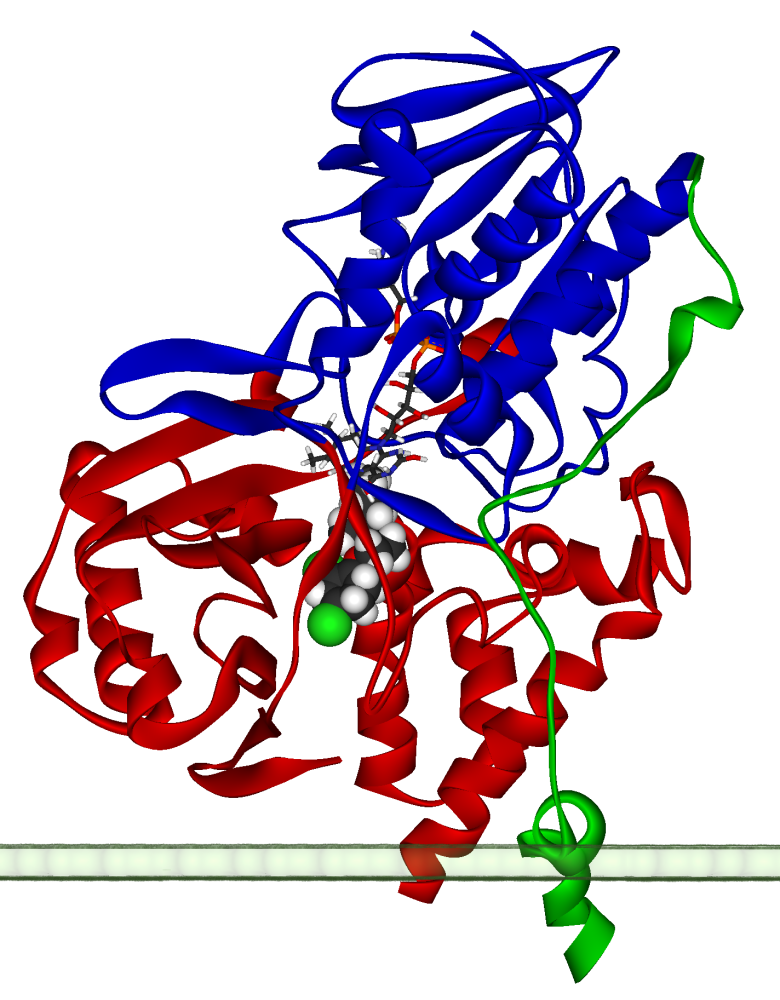

أكسيداز أحادي الأمين هي عائلة من الإنزيمات تقوم بتحفيز تفاعل أكسدة النواقل العصبية أحادية الأمين.)
هناك أنزيمات أكسيداز أحادي الأمين «أ» و{ب» التي تقع بالقرب من بعضها البعض ،و موجودة في الغشاء الخارجي لل الميتوكوندريا في معظم أنواع الخلايا في الجسم. تم اكتشاف انزيم الأصلية بواسطة ماري بيرنهايم في الكبد وكان يطلق عليها أسم أكسيداز التيرامين. ينتمي أكسيداز أحادي الأمين إلى عائلة البروتين من فلافين التي تحتوي على أوكسيدوريدكتيسات الأمين (oxidoreductases ).وتعتبر فئة من مضادات الاكتئاب القوية التي توصف لعلاج الاكتئاب، وتستخدم في حالات الاكتئاب ويفضل أن تكون غير نمطية، ولكنها تستخدم فقط كاحتياطي الماضي، إذا جميع مضادات الاكتئاب الأخرى تفشل (على سبيل المثال، مثبطات امتصاص السيروتونين الانتقائية وكلاء ثلاثية الحلقات) لأن لديها تفاعلات مميتة في الغذائية والدواء.

## الأنواع الفرعية وتوزيع الأنسجة
في البشر هناك نوعان من(«أ» و{ب») MAO: MAO-A و MAO-B . تم العثور على كل من الخلايا العصبية و دبق نجمي الخلايا ، خارج الجهاز العصبي المركزي :
«أ»MAO-A وجدت أيضا في الكبد ، الجهاز الهضمي ، و المشيمة .
تم العثور{ب») MAO-B في الغالب في الدم الصفائح الدموية .

## الوظيفة
وظيفة الأحادي الأمين هو تحفيز نزع الأمين التأكسدي من أحاديات الأمين. الأوكسجين يستخدم لإزالة جزء من أمين المجموعة ، مما يؤدى إلى المقابلة مع ألدهيد و الأمونيا .

## وصلات خارجية
- MAO-B Structure at eurekalert.org
- Calculated orientations of Monoamine oxidases in membrane
- Monoamine oxidase (MAO) at bmc.uu.se
- Slides showing the effects of tobacco smoking on MAO at nida.nih.gov
- Foods to avoid when taking MAO inhibitors at lycaeum.org
- Information Hyperlinked Over Proteins -- MAO-A